# حسین‌آباد (بخش مرکزی زنجان)
حسین‌آباد (معروف به گنبد حسین آباد) روستایی در ایران است که در بخش مرکزی زنجان و دهستان بوغداکندی واقع شده‌است. حسین‌آباد 320 نفر جمعیت دارد.
از جمله محصولات کشاورزی این روستا می توان به : گندم، جو، نخود، عدس و لوبیا اشاره نمود.
از جمله محصولات باغی و صیفی این روستا می توان به : سیب، گردو، زردآلو، گوجه سبز، آلوچه، بِه، فندق، بادام، سیب زمینی، گوجه فرنگی، خیار، کدو و تخمه آفتاب گردان اشاره نمود. کوه باش داغ بلندترین کوه این روستا با ارتفاع 2400 متر از سطح دریا می باشد این روستا دارای معدن سنگ آهن می باشد. 